# جامعة تشيلي
جامعة تشيلي (بالإسبانية: Universidad de Chile)‏ هي مؤسسة تعليمية حكومية في تشيلي، أُسست في 19 نوفمبر 1842، وافتُتحت في 17 سبتمبر 1843. وهي أقدم جامعات تشيلي، ومقرها العاصمة سانتياغو. أُنشئت الجامعة كامتداد لجامعة سان فيليبي الملكية (بالإسبانية: Real Universidad de San Felipe)‏ الكولونيالية القديمة. وهي واحدة من أفضل جامعات البلاد، وتتمتع بتاريخ ثري من النشاط الأكاديمي والعلمي والاجتماعي، وتحتل مركزًا بين أفضل 400 جامعة في العالم.
تخرج في جامعة تشيلي اثنان من الفائزين بجائزة نوبل هما بابلو نيرودا وغابرييلا ميسترال، إلى جانب عشرين رئيسًا تشيليًا، وغيرهم من الشخصيات البارزة.

## وصلات خارجية
- الموقع الرسمي للجامعة (بالإسبانية) (بالإنجليزية) (بالفرنسية) (بالبرتغالية)